# پاستوینی (ناحیه وستی ناد اورلیتسی)
پاستوینی (به چکی: Pastviny) یک منطقهٔ مسکونی در جمهوری چک است که در ناحیه اوستی ناد اورلیتسی واقع شده‌است. پاستوینی ۸٫۳۵ کیلومتر مربع مساحت و ۳۴۲ نفر جمعیت دارد و ۴۹۵ متر بالاتر از سطح دریا واقع شده‌است.